# Ivan Maffeis

Wappen von Ivan Maffeis

Ivan Maffeis (* 18. November 1963 in Pinzolo) ist ein italienischer römisch-katholischer Geistlicher und Erzbischof von Perugia-Città della Pieve.

## Leben
Ivan Maffeis studierte Philosophie und Theologie am Priesterseminar des Erzbistums Trient, für das er am 26. Juni 1988 das Sakrament der Priesterweihe empfing.
Nach zwei Jahren als Kaplan studierte er von 1990 bis 1994 an der Päpstlichen Universität der Salesianer und wurde in sozialen Kommunikationswissenschaften promoviert. Neben Tätigkeiten in der Pfarrseelsorge war er von 1994 bis 2009 Dozent am Priesterseminar, von 2000 bis 2002 Diözesanassistent der  Katholischen Aktion und von 2001 bis 2009 Direktor der diözesanem Wochenzeitung und des Diözesanradios. Von 2012 bis 2020 war er Personalverantwortlicher des Erzbistums. Zuletzt war er Pfarrer in Rovereto und weiteren Orten.
Papst Franziskus ernannte ihn am 6. Juli 2022 zum Erzbischof von Perugia-Città della Pieve. Sein Vorgänger Gualtiero Kardinal Bassetti spendete ihm am 11. September desselben Jahres im Dom von Perugia die Bischofsweihe. Mitkonsekratoren waren Weihbischof Marco Salvi, der das Erzbistum während der Sedisvakanz als Diözesanadministrator verwaltet hatte, und der Erzbischof von Trient, Lauro Tisi.
Am 29. September desselben Jahres ernannte ihn der Papst zum Mitglied des Dikasteriums für die Kommunikation. Am 17. Februar 2024 wurde er Mitglied des Dikasteriums für die Selig- und Heiligsprechungsprozesse.